# Tumbes-Kreischeule
Die Tumbes-Kreischeule (Megascops roboratus pacificus) ist eine Unterart der Buschkreischeule aus der Familie der Eigentlichen Eulen. Sie kommt ausschließlich in Südamerika vor.

## Erscheinungsbild
Mit einer Körpergröße von etwa 19 Zentimetern ist die Tumbes-Kreischeule innerhalb ihrer Gattung eine eher kleine Art. Sie hat relativ kurze, spitz zulaufende Federohren. Der Gesichtsschleier ist durch einen nur undeutlichen, dunkleren Federrand begrenzt. Die Art kommt in zwei Farbmorphen vor. Neben einer grauen Morphe gibt es eine rot-braune, die insgesamt häufiger ist. Die Körperunterseite weist auffällige Längsstreifen auf. Die Augen sind gelb. Die Läufe sind bis zu den Zehen befiedert. Die Krallen sind verhältnismäßig schwach ausgebildet. 
Innerhalb ihres Verbreitungsgebietes kann die Tumbes-Kreischeule mit mehreren anderen Eulenarten verwechselt werden. Die Buschkreischeule ist geringfügig größer und hat einen etwas längeren Schwanz. Die Andenkreischeule ist wie die Weißkehl-Kreischeule deutlich größer als die Tumbes-Kreischeule.

## Verbreitung und Lebensraum
Die Tumbes-Kreischeule kommt ausschließlich in einem kleinen Gebiet im Westen Südamerikas vor. Sie besiedelt das Küstenflachland Nordwest-Perus und den Südwesten Ecuadors. Sie ist vermutlich ein Standvogel. Ihr Lebensraum sind aride Gebiete der tropischen Zone. Sie kommt in offenen Landschaften vor, die mit Kakteen, Büschen und einzelnen Bäumen bestanden sind. Vereinzelt nutzt sie auch menschlichen Lebensraum. 

## Lebensweise
Die Tumbes-Kreischeule ist eine nachtaktive Eulenart. Sie übertagt im dichten Blattwerk von Büschen und Bäumen oder in kleinen Höhlen. Ihr Beutespektrum ist wahrscheinlich überwiegend von Insekten dominiert. Über die Fortpflanzungsbiologie weiß man nur sehr wenig. Ein einzelnes Nest wurde in einer Baumhöhle gefunden.

## Belege

### Einzelbelege
1. ↑   König et al., S. 293
2. ↑   König et al., S. 294